# 国際連合安全保障理事会決議59
国際連合安全保障理事会決議59（こくさいれんごうあんぜんほしょうりじかいけつぎ59、英: United Nations Security Council Resolution 59, UNSCR59）は、1948年10月19日に国際連合安全保障理事会で採択された決議。イスラエル暫定政府が、国連調停官（Mediator）フォルケ・ベルナドット伯爵とアンドレ・セロットの同年9月17日のエルサレムにおける武装シオニストの過激派分子・レヒによる暗殺に関する調査の進捗状況に関する報告書を理事会に提出していないことを懸念し、同政府に対し安全保障理事会に早急に捜査の進展に関する説明を行うこと並びに報告に関する職員の怠慢及びその他の要因に対して対策を講じることを要請するものである。
一方で54号決議・56号決議での諸勢力への義務及び責任の解除と停戦監視の目的で関係勢力の領土内に展開する国際連合監視員は均等であることが望ましいことを確認したうえで、理事会は各国政府および当局に対し、認定された国連監視員が自身の任務のために行く必要のあるすべての場所にすぐに移動できるようにすること、当時有効だった国連航空機の手続きを簡素化すること、休戦監視要員に全面的に協力すること、調整官及びその代表の仲介を通じてなされた合意事項や合意事項について現地の司令官に対する指示を実行すること、すべての休戦監視要員とその装備の安全を確保するために合理的な措置を講じることを要請した。
決議文書末尾には重ねて上述した暗殺に関与した者または停戦監視要員・調整官代表に対し攻撃的行動をとった者の逮捕及び適切な裁判へ努力する旨が盛り込まれた。
理事会の議長は、異議なしに決議が可決されたことを発表した。